# (32922) 1995 EM2
1995 EM2 (asteroide 32922) é um asteroide da cintura principal. Possui uma excentricidade de 0.10330480 e uma inclinação de 1.25131º.
Este asteroide foi descoberto no dia 1 de março de 1995 por Spacewatch em Kitt Peak.